# جاكلين ديسماريس
جاكلين ديسماريس (بالإنجليزية: Jacqueline Desmarais)‏، الحاصلة على وسام كندا، (من مواليد 20 سبتمبر عام 1928 - والمُتوفاة في 3 مارس عام 2018) هي مليارديرة كندية ومؤيدة للموسيقى والأوبرا.

## حياتها الشخصية
وُلدت جاكلين مارانجر في غريتر سودبوري، أونتاريو، لإرنست مارينجر وألبرتين ثاناس، في 20 سبتمبر عام 1928.

## حياتها المهنية
بلغت القيمة الصافية لثروة ديسماريس 4.2 مليار دولار أمريكي في يناير 2015 وفقًا لـمجلة فوربس.
كانت ديماريس مؤيدة قوية للموسيقى والأوبرا في كندا طول حياتها، ورئيسة نقابة أوركسترا مونتريال السيمفونية في الفترة من عام 1989 إلى عام 1999. وفي عام 1997، أنشأت ديسماريس مؤسسة باسمها لدعم مطربي الأوبرا الشباب.

## الجوائز والتكريمات
في عام 2011، مُنحت ديسماريس وسام جوقة الشرف من الرئيس الفرنسي نيكولا ساركوزي الذي وصفها بأنها «صديقة رائعة لفرنسا وسيدة عظيمة تدعم الفنون».
في عام 2011، حصلت على الدكتوراه الفخرية من كلية الموسيقى بجامعة مونتريال.
في عام 2013، حصلت ديسماريس على وسام كندا، ثم مُنحت وسامًا للفنون والآداب في كيبيك في عام 2016.
في عام 2016، قامت مستشفى سانت جوستين بمدينة مونتريال بتسمية إحدى أجنحتها بجناح جاكلين ديسماريس.

## حياتها الشخصية
تزوجت ديسماريس من الممول بول ديسماريس (من مواليد عام 1927-والمُتوفى عام 2013) في 8 سبتمبر 1953 في كنيسة نوتر-دو-دام-دو-غراس، كيبيك، وهو أيضًا من سكان سودبيري.
أنجب الزوجان ابنان: بول جونيور وأندريه (تزوج أندريه من ابنة رئيس الوزراء الكندي السابق جان كريتيان) وابنتان، صوفي ولويز.
عاشت جاكلين ديسماريس على أرض مساحتها 75 فدانًا في دومين لافوريست ساغار، تشارلفويكس، كيبيك، حتى وفاتها في عام 2018.

## وفاتها
تُوفيت جاكلين ديسماريس يوم 3 مارس 2018، عن عمر يناهز 89 عامًا.